# Oriopsis mobilis
Oriopsis mobilis är en ringmaskart som beskrevs av Rouse 1990. Oriopsis mobilis ingår i släktet Oriopsis och familjen Sabellidae. Inga underarter finns listade i Catalogue of Life.